# راک کراسینگ (آریزونا)
راک کراسینگ (به انگلیسی: Rock Crossing) یک منطقهٔ مسکونی در ایالات متحده آمریکا است که در آریزونا واقع شده است. راک کراسینگ ۱٬۳۰۶ متر بالاتر از سطح دریا قرار دارد.